# ノーマン・アトランティック

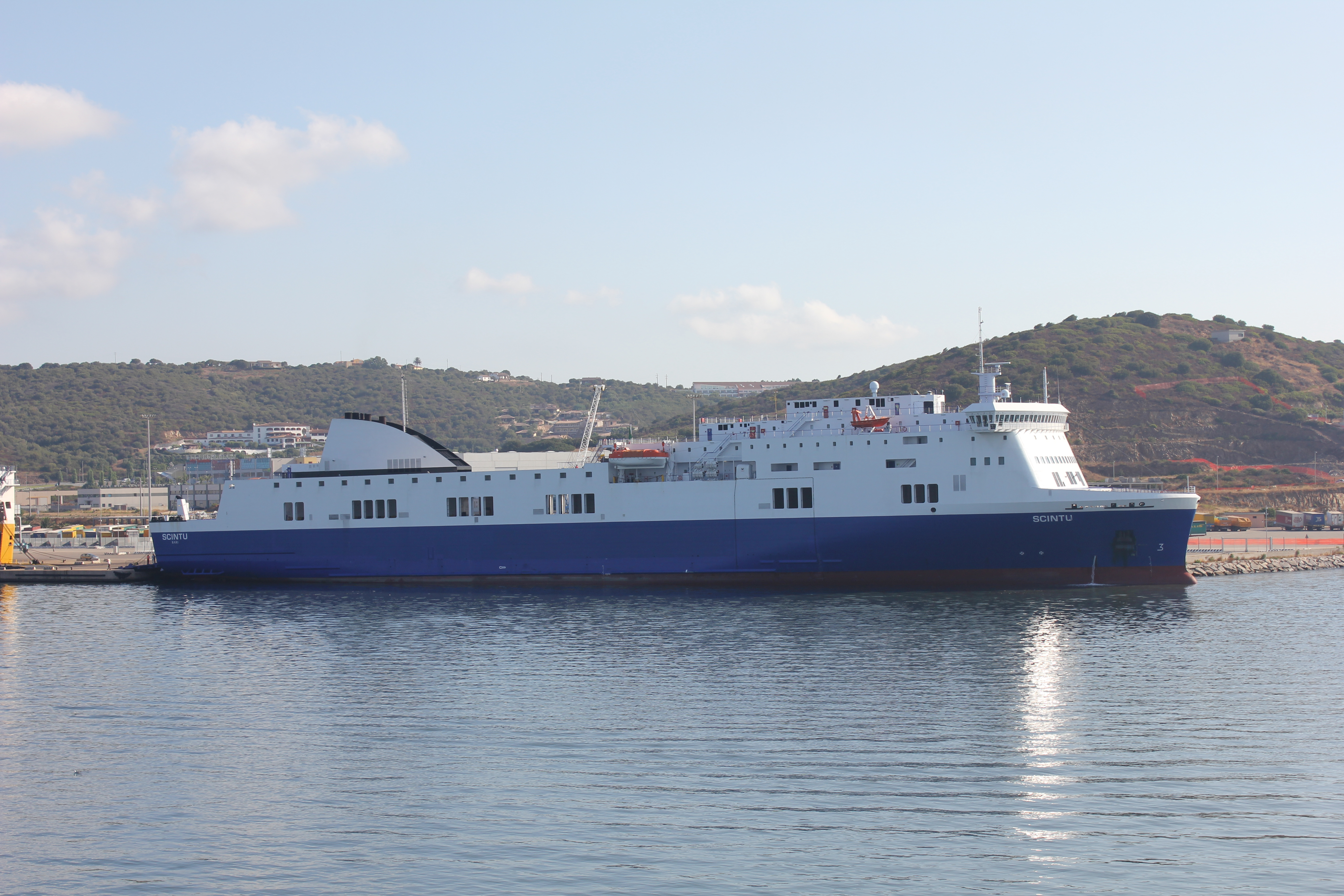
シントゥ時代のノーマン・アトランティック（2013年8月16日、オルビア）

ノーマン・アトランティック（Norman Atlantic）は、アケマン・ストリート（Akeman Street）として建造され、シントゥ（Scintu）としても運航されたRO-ROフェリー（ROPAX）。2014年12月28日の火災事故で知られる。

## 船歴
アケマン・ストリートとしてイギリスのアーミン・ストリート・シッピング向けに2009年にイタリアポルト・ヴィーロのカンティエーレ・ナヴァーレ・ヴィセンティーニで建造されたが、同社は取得せずイタリアのヴィセマール・ディ・ナヴィガジオーネが取得した。2010年2月から4月にかけてはT-Linkに傭船され、2011年5月にマルタ共和国バレッタで改装、6月よりサレマールが傭船し、シントゥと改名した。2013年1月グランデ・ナビ・ヴェローチ、4月モビー・ラインズと傭船先を変え、10月にLDラインズにより傭船され、2014年1月にノーマン・アトランティックと改名した。2014年8月29日の航海を持ってLDラインズとの契約が終了し、9月から10月までカロンテ&ツーリストに傭船、その後ANEKラインズによって傭船された。

## 火災事故
ANEKラインズによる運行中の2014年12月28日、ギリシャのパトラからイタリアのアンコーナへ向かう途上、アドリア海のオトラント海峡を航行中に火災事故が発生した。